# Marianne Hainisch
Marianne Hainisch, née Perger le 25 mars 1839, à Baden, Basse-Autriche, et morte le 5 mai 1936 à Vienne, est une féministe autrichienne. Elle est la fondatrice et cheffe de file du mouvement autrichien pour les droits des femmes. Elle est également connue pour avoir été la mère du second président d'Autriche, Michael Hainisch.

## Biographie
Marianne Perger et ses frères et sœurs ont été instruits par leur mère et des professeurs privés à domicile. Son père, Josef Perger, était propriétaire d'usines à Hirtenberg.
En 1857, Marianne épouse l'industriel Michael Hainisch, à la tête d'une filature à Aue. De leur union naissent deux enfants, Michael (en 1858) et Maria (en 1860). La famille s'installe à Vienne en 1868 car l'entreprise est en crise après la Guerre de Sécession, les États-Unis ne pouvant plus fournir de coton.
À la fin des années 1860, Marianne Hainisch est profondément marquée par la difficulté d'une de ses amies à trouver du travail après que son mari soit tombé malade. Malgré de nombreux efforts et connaissances (elle parlait plusieurs langues étrangères et était douée en musique), son amie fut incapable de trouver un emploi.
Pour la jeune Marianne, alors âgée de trente ans, l'importance de l'éducation pour permettre aux femmes de classe moyenne d'obtenir un emploi, apparaît primordial. En 1870, Marianne rédige un article sur l'éducation des femmes mais aucun journal n'accepte de le publier. Elle le présente alors au rassemblement du 25 mars 1870 en même temps qu'un appel à la ville de Vienne pour la création de d'écoles parallèles pour filles. Ce coup de théâtre, largement relayé par les médias, aboutit à un don de 40.000 florin de la première banque d'épargne autrichienne pour la création d'une école de filles.
En 1888, elle lance la ligue pour une meilleure éducation des femmes qui œuvre pour que les femmes puissent accéder aux études supérieures. En 1902, elle crée la Federation of Austrian Women's Organisations qu'elle préside jusqu'en 1918.
Le 17 octobre 1906, elle organise un rassemblement du comité pour le droit de vote des femmes accueillant des intervenants tel que Carrie Chapman Catt et Aletta Jacobs qui venaient de participer à la conférence de l'Alliance internationale pour le droit de vote des femmes de Copenhague. Marianne en profite pour informer le groupe qu'une pétition rassemblant un millier de signatures serait bientôt présentée à la législature pour demander l'abrogation urgente de la section 30 du code juridique. En effet, celle-ci refuse toute autorité politique aux femmes.
En 1919, elle est élue présidente adjointe au Conseil international des femmes et y restera en poste jusqu'en 1924.
À l'automne 1918, elle rejoint le Parti civil-démocrate et participe, onze ans plus tard, à la fondation du Parti des femmes d'Autriche. De plus, Marianne est considérée comme étant à l'origine de la Fête des mères célébrée en Autriche depuis 1924,
Marianne Hainisch meurt le 5 mai 1936 à l'âge de 97 ans et est enterrée à Eichberg, commune de Gloggnitz (Basse-Autriche).
En 1965, sa ville natale de Baden érige une statue en son honneur et en 1989, à l'occasion du 150e anniversaire de sa naissance, l'Autriche émet un timbre commémoratif. En 2002, la vile de Vienne baptise une rue (Marianne Hainish Gasse) en son honneur.

## Écrits et Ouvrages - sélection
- 1870 : Au sujet de l'éducation des femmes
- 1911 : Le travail des femmes
- 1913 : Les Mères

## Littérature
- Walter Goldinger - Hainisch, Marianne, geborene Perger Neue Deutsche Biographie (NDB), Bande 7, Duncker & Humblot - Berlin 1966,  (ISBN 3-428-00188-5), p. 525 - version digitale
- Marianne Hainisch - Österreichisches Biographisches Lexikon 1815–1950, Bande 2, Vienne 1959, p.152
- A biographical dictionary of women's movements and feminisms Central, Eastern, and South Eastern Europe, 19th and 20th Centuries, p. 173ff.